# Jayu Bukhan Bangsong
Jayu Bukhan Bangsong (deutsch „Radio Freies Nordkorea“; englisch Free North Korea Radio, abgekürzt FNK) ist ein privater südkoreanischer Radiosender, der Programme für Hörer in Nordkorea sendet.
Jayu Bukhan Bangsong ist ein Projekt nordkoreanischer Flüchtlinge in Südkorea. Sein Gründer ist der aus Nordkorea stammende Dichter Kim Seong-min. Wie andere südkoreanische Sender für Hörer in Nordkorea (etwa Jayu Joseon Bangsong oder Yeollin Bukhan Bangsong) will auch Jayu Bukhan Bangsong den nordkoreanischen Hörern Zugang zu von der staatlichen nordkoreanischen Zensur ungefilterten Informationen bieten.
Die Organisation Reporter ohne Grenzen verlieh ihren Medienpreis (prix du Média) 2008 an Jayu Bukhan Bangsong. Er ist einer von drei jeweils mit 2.500 Euro dotierten Preisen, die ROG jährlich vergibt.

## Sendungen
| Uhrzeit (KST) | Frequenz (kHz) |
| ------------- | -------------- |
| 04:00 – 06:00 | 7530           |
| 20:00 – 21:00 | 7460           |
| 23:00 – 01:00 | 9985           |

## Anfeindungen und Sabotage
Von Beginn an war der Sender Drohungen und Sabotageakten ausgesetzt. So wurde mehrfach versucht, in das Gebäude, in dem Jayu Bukhan Bangsong beheimatet war, einzudringen, um die Sendungen zu verhindern. Hinter den Attacken vermutet man Vertreter linker politischer Gruppen, die dem nordkoreanischen Regime nahestehen. Im Mai 2004 forderte das staatliche Institut für Nordkorea-Studien, in dessen Gebäude der Sender ansässig war, den Sender auf, sich neue Büros zu suchen. Offiziell wurde dieser Schritt damit begründet, dass man angesichts der ständigen Angriffe besorgt um die Sicherheit der übrigen im Gebäude tätigen Menschen sei. Es wird jedoch vermutet, dass die Maßnahme eine Reaktion auf eine Beschwerde der nordkoreanischen Regierung über die Tätigkeit des Senders war. So zog Jayu Bukhan Bangsong in privat angemietete Räumlichkeiten um. Wie bei anderen südkoreanischen Rundfunksendern auch, versucht die nordkoreanische Regierung, den Empfang der Programme durch den Einsatz von Störsendern zu verhindern.